# Crise de Berlim de 1961

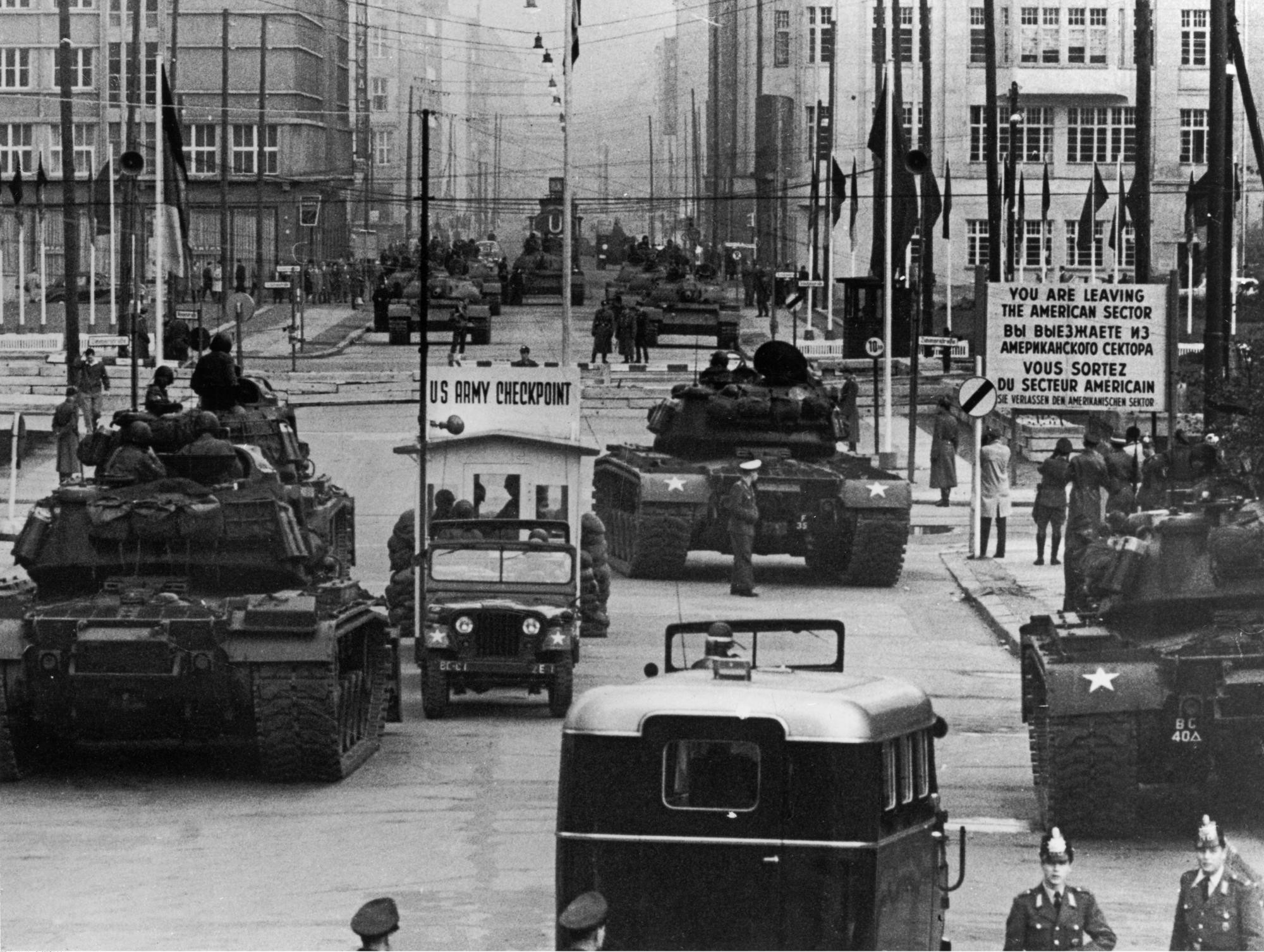
Tanques M48 Patton americanos e T-55 soviéticos se encarando em Checkpoint Charlie, em outubro de 1961.

A Crise de Berlim de 1961 (4 de junho – 9 de novembro de 1961), foi o último grande incidente político-militar europeu da Guerra Fria sobre a ocupação da capital alemã, Berlim, e da Alemanha pós-Segunda Guerra Mundial. A União Soviética provocou a crise com um ultimato exigindo a retirada das forças armadas ocidentais de Berlim Ocidental, acabando com a partição de facto da cidade com a construção do Muro de Berlim.
O 22º Congresso do Partido Comunista da União Soviética, o último do qual o Partido Comunista da China participou, aconteceu em Moscou, durante a crise.

## Cenário

### Emigração além da "brecha" de Berlim
Depois da ocupação soviética da Europa Oriental no final da Segunda Guerra Mundial, muitos dos que viviam nas áreas recém-ocupadas do Bloco Oriental aspiravam à independência e queriam que os soviéticos se retirassem. Entre 1945 e 1950, mais de 15 milhões de pessoas emigraram de países sob ocupação soviética da Europa do Leste para o Oeste. Aproveitando essa rota, o número de europeus orientais pedindo asilo político na Alemanha Ocidental foi de 197.000 em 1950, 165.000 em 1951, 182.000 em 1952 e 331.000 em 1953.
No início dos anos 1950, a abordagem soviética para controlar a movimentação de pessoas, restringindo a emigração, foi utilizada na maior parte do Bloco Oriental, incluindo a Alemanha Oriental. Até 1953, as fronteiras entre a Alemanha Oriental e as zonas ocidentais ocupadas podiam ser facilmente atravessadas em diversos pontos. Consequentemente, a fronteira interna alemã entre os dois Estados alemães foi fechada e uma cerca de arame farpado erguida. Em 1955, os soviéticos aprovaram uma lei transferindo o controle sobre o acesso de civis em Berlim para a Alemanha Oriental, oficialmente abdicando da responsabilidade direta dos assuntos nele contidos ao passar o controle para um governo não reconhecido (a Alemanha Oriental) por um aliado ocidental dos Estados Unidos. Assim, quando um grande número de alemães orientais desertaram sob o disfarce de "visitantes", a RDA (Alemanha Oriental) proibiu todas as viagens entre o oeste e o leste, em 1956.
Apesar do fechamento da fronteira interna alemã oficialmente em 1952, a fronteira em Berlim manteve-se consideravelmente mais permeável do que o resto porque era administrada por todas as quatro potências ocupantes. Assim, Berlim tornou-se a principal via pela qual os alemães orientais fugiriam para o Ocidente. A fronteira do setor de Berlim era uma espécie de "brecha" por meio da qual os cidadãos do Bloco Oriental ainda podiam escapar. Em 1961, um total de 3,5 milhões alemães do Leste fugiram, ou seja, o equivalente a quase 20% de toda a população da Alemanha Oriental. A perda foi ainda maior entre profissionais: engenheiros, técnicos, médicos, professores, advogados e trabalhadores qualificados. A fuga de cérebros foi tão prejudicial para a credibilidade política e a viabilidade econômica da Alemanha Oriental que fechar esta ”brecha” e garantir a imposição de Berlim Oriental pelos soviéticos era imperativo.

### Ultimato de Berlim
Em novembro de 1958, o secretário-geral do PCUS e líder soviético Nikita Khrushchev emitiu um ultimato às potências ocidentais, dando-lhes um prazo de seis meses para concordarem em se retirar de Berlim e torná-la uma cidade livre e desmilitarizada. No final desse período, Kruschev declarou, a União Soviética passaria a controlar completamente  todas as linhas de comunicação da Alemanha Oriental com Berlim Ocidental, e as potências ocidentais só teriam acesso a Berlim Ocidental apenas com a permissão do governo da Alemanha Oriental. Os Estados Unidos, o Reino Unido e a França responderam a este ultimato afirmando sua determinação de permanecer em Berlim Ocidental e manter o seu direito legal de livre acesso a essa cidade.
Em maio de 1959, a União Soviética retirou seu prazo e, em vez disso, encontrou-se com as potências ocidentais em uma conferência dos quatro principais ministros do Exterior. Embora as sessões de três meses de duração não tenham conseguido chegar a um acordo que  desse abertura a novas negociações, elas resultaram com a visita do secretário-geral do PCUS Kruschev aos Estados Unidos em setembro de 1959. Ao final desta visita, Khrushchev e o presidente estadunidense Dwight Eisenhower fizeram uma declaração  conjunta de que a questão mais importante no mundo era o desarmamento geral e que o problema de Berlim e "todas as questões pendentes internacionais deveriam ser resolvidas, e não pela aplicação da força, mas por meios pacíficos através de negociações".
Kruschev e Eisenhower passaram alguns dias juntos em Camp David, a residência presidencial. Lá os líderes das duas superpotências conversaram francamente. "Não havia nada mais aconselhável nesta situação", disse Eisenhower, "do que falar de ultimatos, já que ambos sabiam muito bem o que aconteceria se um ultimato fosse implementado". Khrushchev respondeu que não entendia como um tratado de paz poderia ser considerado pelo povo americano como uma "ameaça à paz". Eisenhower afirmou então que a situação em Berlim era "anormal" e que "os assuntos humanos se desenrolavam muito mal, às vezes".
Khrushchev saiu com a impressão de que um acordo era possível sobre Berlim, e eles concordaram em continuar o diálogo em uma cúpula em Paris em maio de 1960. No entanto, o Encontro de Paris foi cancelado com o escândalo do espião Gary Powers no incidente do U-2 em 1 de maio de 1960.

## Tensão e crise
Em reunião com o presidente dos EUA, John F. Kennedy no Encontro de Viena em 4 de junho de 1961, o líder soviético Nikita Khrushchev causou uma nova crise quando relançou sua ameaça de assinar um tratado de paz separado com a Alemanha Oriental, dizendo que iria acabar com os quatro acordos de energia existentes que garantiam a estadunidenses, britânicos, e franceses os direitos de acesso a Berlim Ocidental. Desta vez ele lançou um ultimato, com prazo final em  31 de dezembro de 1961. As três potências responderam que nenhum tratado unilateral poderia revogar suas responsabilidades e direitos em Berlim ocidental, incluindo o direito de livre acesso à cidade.
No crescente confronto sobre o status de Berlim, o presidente dos EUA, John F. Kennedy minou sua posição de negociação durante as reuniões do Encontro de Viena com Khrushchev, em junho de 1961. Kennedy transmitiu aquiescência dos EUA para a divisão permanente de Berlim. Isso fez com que seus sucessores, mais assertivos, fizessem declarações públicas menos credíveis para os soviéticos.
Como o confronto sobre Berlim aumentava, Kennedy, em um discurso na televisão estadunidense na noite de 25 de julho, reiterou que os Estados Unidos não estavam em uma briga e que ele reconhecia "as preocupações históricas da União Soviética sobre a sua segurança no centro e no leste Europa". Ele disse que estava disposto a reiniciar as negociações. Porém, ele anunciou que iria pedir ao Congresso dos EUA mais US$ 3,25 bilhões para gastos militares, principalmente em armas convencionais. Ele queria seis novas divisões para o Exército e duas para os fuzileiros navais, e anunciou planos para triplicar o projeto e convocar reservas. Kennedy disse ainda: "Nós procuramos a paz, mas não devemos nos render."
No mesmo dia, Kennedy solicitou um aumento da força total do Exército autorizada de 875 mil para aproximadamente 1 milhão de homens, juntamente com o aumento de 29.000 e 65.000 homens na força ativa da Marinha e da Força Aérea. Além disso, ele ordenou que os novos projetos fossem duplicados, e pediu ao Congresso que colocasse em serviço ativo determinadas unidades de reserva e reservistas individuais. Ele também pediu novos fundos para identificar e demarcar espaço nas estruturas existentes que poderiam ser utilizadas para abrigos em caso de ataque, para estocar os abrigos com alimentos, água, kits de primeiros socorros e outros requisitos mínimos essenciais para a sobrevivência, e para melhorar o alarme aéreo e sistemas de detecção de falhas.
De férias no Mar Negro em um resort de Sochi, Khrushchev foi informado e se irritou com o discurso de Kennedy. John J. McCloy, assessor de Kennedy sobre desarmamento, foi à União Soviética, convidado por Khrushchev. Na imprensa, escreveu-se que Khrushchev acusou o enviado de Kennedy de fazer ameaças de guerra.

## Construção do Muro de Berlim

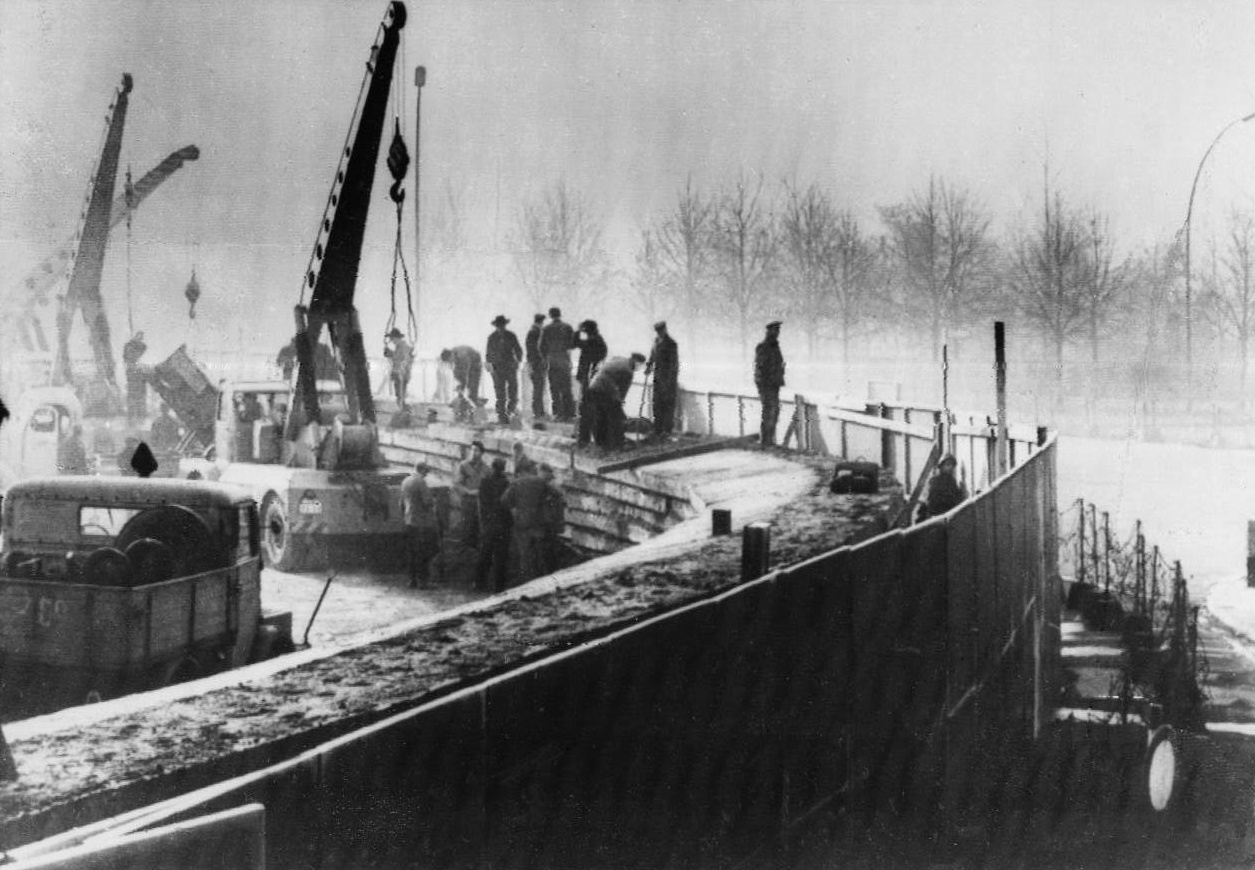
Trabalhadores da Alemanha Oriental na construção civil do Muro de Berlim em 1961

Durante os primeiros meses de 1961, o governo da Alemanha Oriental procurou ativamente um meio de impedir a emigração de sua população para o Ocidente. Até meados de 1961, o presidente da Alemanha Oriental, Walter Ulbricht, aparentemente, tinha convencido os soviéticos de que uma solução imediata era necessária e que a única maneira de parar o êxodo era usar a força. Isso era um problema delicado para a União Soviética, porque o status das quatro potências de Berlim especificava viajar livremente entre as zonas e  proibia a presença de tropas alemãs em Berlim.
Durante o início do verão, em meados do ano, o governo da Alemanha Oriental adquiriu e estocou materiais de construção para a construção do Muro de Berlim. Este material incluía arame farpado suficiente para cercar o perímetro da milha 96, de Berlim Ocidental. O governo conseguiu evitar suspeitas comprando o arame farpado de diversas empresas da Alemanha Oriental, que por sua vez exportavam para uma série de empresas na Alemanha Ocidental e no Reino Unido.
Em 15 de junho de 1961, dois meses antes de a construção do Muro de Berlim começar, o primeiro-secretário do Partido Socialista Unificado da Alemanha e presidente do Staatsrat, Walter Ulbricht declarou em uma conferência de imprensa internacional "Niemand hat die Absicht, eine Mauer zu errichten!" (Ninguém tem a intenção de construir um muro!). Foi a primeira vez que o termo Mauer (muro), foi utilizado neste contexto.
Entre os dias 4 e 7 de agosto de 1961, os ministros das Relações Exteriores dos quatro países ocidentais (Estados Unidos, Reino Unido, França e Alemanha Ocidental), realizaram consultas secretas em Paris. A única questão em pauta era a forma de reagir às atitudes soviéticas em Berlim. No decorrer dessas reuniões, os representantes ocidentais manifestavam uma compreensão da natureza defensiva da campanha soviética na Alemanha, e pouca de vontade de iniciar uma guerra.
Em menos de três semanas, a KGB informou Khrushchev detalhadamente sobre as conversações de Paris, bem à frente de seu rival, o GRU. Os materiais da inteligência observaram que, em contraste com os alemães ocidentais, o Secretário de Estado dos EUA, Dean Rusk apoiava conversações com a União Soviética destinadas a manter do status quo ante. No entanto, a KGB e a GRU advertiram que a pressão na aliança estava forçando os estadunidenses a considerarem a imposição de sanções econômicas contra a Alemanha Oriental e outros países socialistas, bem como a aceleração nos planos de armamento convencional e nuclear de seus aliados da Europa Ocidental, incluindo a Bundeswehr, da Alemanha Ocidental.
Em 12 agosto de 1961, um sábado, os líderes da Alemanha Oriental participaram de uma festa no jardim de uma casa para hóspedes do governo em Döllnsee, uma área arborizada ao norte de Berlim Oriental, e Walter Ulbricht assinou uma ordem para fechar a fronteira e erguer um muro.
À meia-noite o exército, a polícia e as unidades do exército da Alemanha Oriental começaram a fechar a fronteira e pela manhã, no domingo de 13 agosto de 1961, a fronteira para Berlim Ocidental tinha sido fechada. Soldados da Alemanha Oriental e trabalhadores começaram a destruir as ruas ao lado da barreira para que a maioria dos veículos não pudesse passar por elas e para instalar arame farpado e cercas ao longo dos 43km em torno dos três setores ocidentais que dividiam Berlim Ocidental e Oriental. Cerca de 32 mil tropas de combate e engenheiros foram usados na construção do muro. Quando os esforços foram concluídos, a Polícia de Fronteiras assumiu as funções de lotação e melhoraram o muro. O Exército Soviético estava presente para desencorajar a interferência do Ocidente e para auxiliar em caso de grandes tumultos.
Em 30 de agosto de 1961, o presidente estadunidense John F. Kennedy convocou 148.000 guardas e reservistas para serviço ativo em resposta aos movimentos soviéticos para cortar o acesso dos Aliados a Berlim. A Guarda Aérea Nacional mobilizou 21.067 indivíduos. As unidades da GAN mobilizadas em outubro incluíam 18 esquadrões de caça táticos, quatro esquadrões de reconhecimento tático, seis esquadrões de transporte aéreo, e um grupo de controle tático. Em 1 de novembro, a Força Aérea mobilizou mais três esquadrões interceptadores de caça da GAN. No final de outubro e início de novembro, oito  unidades de caça táticas voaram para a Europa com seus aviões 216 na Operação "Serrilha", a implantação do maior jato na história da Guarda Aérea. Devido ao seu curto alcance, 60 interceptores F-104 da GAN foram levados para a Europa no final de novembro. A Força Aérea dos EUA na Europa (USAFE) carecia de peças de reposição necessárias para aposentar os F-84s e F-86s da GAN. Algumas unidades foram treinadas para entregar armas nucleares táticas não convencionais, bombas e balas. Elas tiveram que ser treinadas para missões convencionais quando chegavam ao continente. A maioria dos guardas aéreos mobilizados permaneceram nos EUA.

## Tensão entre os tanques estadunidenses e soviéticos

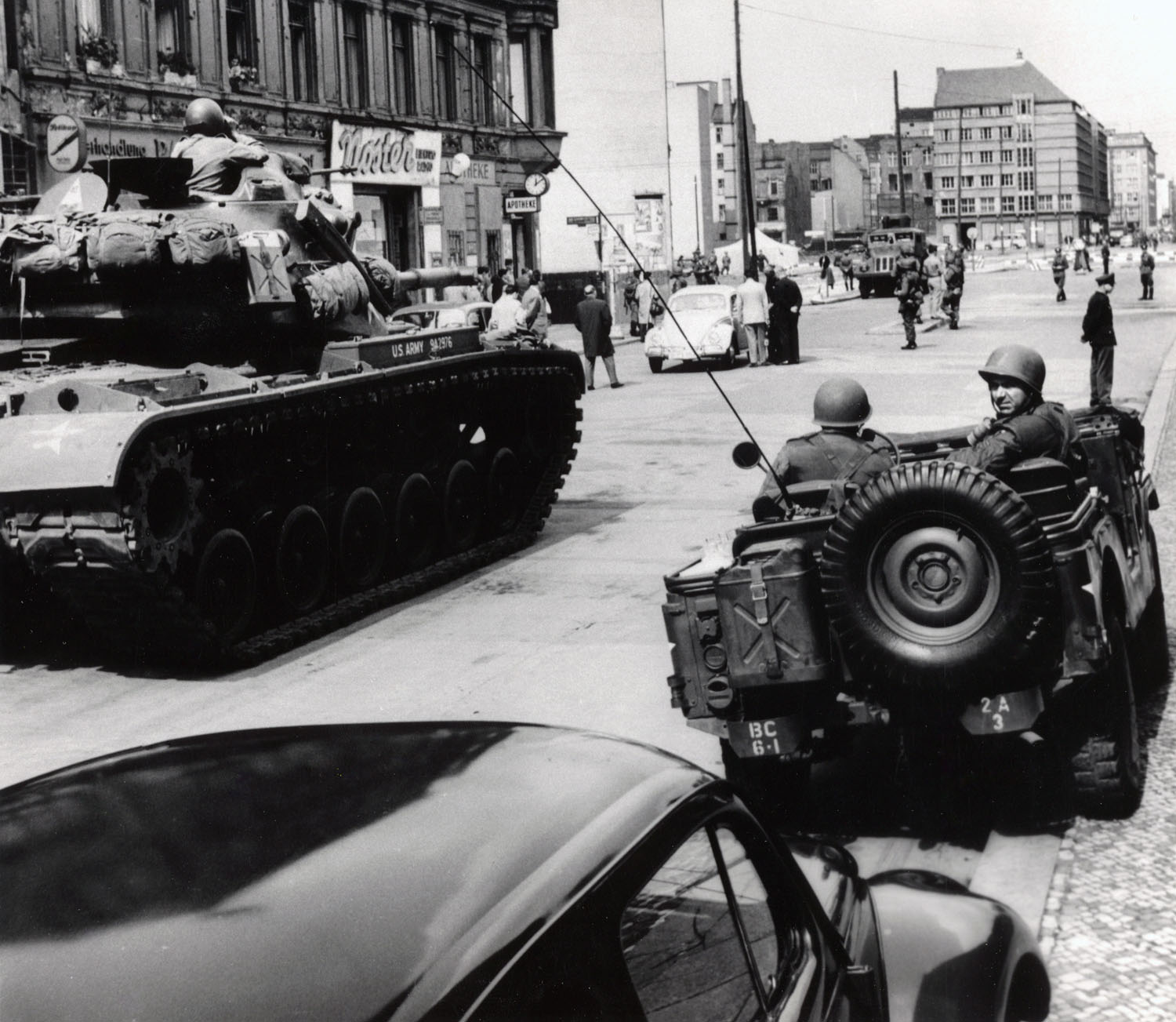
Tanques estadunidenses enfrentam um canhão de água da Alemanha Oriental no Checkpoint Charlie.

As quatro potências que regiam Berlim (União Soviética, Estados Unidos, Reino Unido e França) haviam acordado na Conferência de Potsdam de 1945 que o pessoal dos Aliados poderia se mover livremente em qualquer setor de Berlim. Mas, em 22 de outubro de 1961, apenas dois meses após a construção do Muro, o Chefe de Missão dos EUA em Berlim Ocidental, Allan E. Lightner, foi parado em seu carro (que tinha placas das forças de ocupação) ao atravessar o Checkpoint Charlie para ir a um teatro em Berlim Oriental. O ex-general do Exército estadunidense Lucius D. Clay, o presidente dos EUA, John F. Kennedy e o Assessor Especial em Berlim Ocidental, decidiram demonstrar a determinação estadunidense.
Clay enviou um diplomata estadunidense, Albert Hemsing, para sondar a fronteira. Enquanto eram feitas sondagens em veículos claramente identificados como pertencentes a um membro da Missão dos EUA em Berlim, Hemsing foi parado pela polícia da Alemanha Oriental, que pediu para ver seu passaporte. Quando sua identidade se tornou clara, a Polícia Militar dos EUA foi levada para dentro. A Polícia Militar escoltou o carro diplomático que se dirigia para Berlim Oriental e confrontou a polícia da Alemanha Oriental, que o desviou. O carro continuou e os soldados voltaram para Berlim Ocidental. Os diplomatas e carros britânicos não foram imediatamente reconhecidos como pertencentes aos funcionários em Berlim e foram parados no dia seguinte, sendo-lhes exigidas as carteiras de identidade que os identificavam como membros do governo militar britânico em Berlim. Isso irritou Clay.
Talvez isso tenha contribuído para a decisão de Hemsing de fazer uma nova tentativa: em 27 de outubro de 1961, o Sr. Hemsing novamente se aproximou da fronteira usando um veículo diplomático. Mas Clay não sabia como os soviéticos iriam responder, por isso enviou tanques com um batalhão de infantaria para perto do aeródromo de Tempelhof. Para alívio de todos, a mesma rotina de antes não fora seguida. A Polícia Militar dos EUA e Jeeps voltaram para Berlim Ocidental, e os tanques que  esperavam na retaguarda também se retiraram.
Imediatamente depois, 33 tanques soviéticos dirigiram-se ao Portão de Brandemburgo. Curiosamente, o líder soviético Nikita Khrushchev afirmou em suas memórias que, os tanques estadunidenses tinham visto os tanques soviéticos próximos e por isso recuaram. O Coronel Jim Atwood, então comandante da Missão Militar dos EUA em Berlim Ocidental, negou essa afirmação  posteriormente. Um dos primeiros a identificar os tanques quando eles chegaram, o Tenente Vern Pike foi ordenado a verificar se eles eram de fato tanques soviéticos. Ele e o tanquista Sam McCart rumaram a Berlim Oriental, onde Pike se aproveitou de uma ausência temporária de qualquer soldados perto dos tanques para subir em um deles. Ele saiu com provas definitivas de que os tanques eram soviéticos, incluindo um jornal do Exército Vermelho.
Dez desses tanques continuaram em Friedrichstrasse e pararam entre 50 e 100 metros de distância do posto de controle no lado soviético da fronteira do setor. Os tanques dos EUA voltaram para o posto de controle, parando a uma distância equivalente no lado estadunidense da fronteira. De 27 de outubro de 1961 às 17h00 até 28 de outubro de 1961, cerca das 11h00, as respectivas tropas se enfrentaram. Ambos os grupos de tanques foram carregados com munições. Ambos os grupos de tanques tinham ordens para disparar, se atacados.
Foi neste ponto que Secretário de Estado dos EUA, Dean Rusk encaminhou para Lucius Clay , o Comandante Geral e Oficial dos EUA em Berlim, uma mensagem: "Nós passamos muito tempo decidindo que Berlim não é de interesse vital que justifique um recurso determinado pela força para que proteção e apoio". Clay estava convencido de que os tanques estadunidenses derrubando partes do muro teriam terminado a crise com vantagem para os EUA e seus aliados, e sem resposta militar soviética. Seus pontos de vista apoiariam uma avaliação mais crítica das decisões de Kennedy durante a crise, com sua vontade de aceitar o muro como a melhor solução.
Com espião da KGB Georgi Bolshakov servindo como o principal canal de comunicação, Khrushchev e Kennedy concordaram em reduzir as tensões, retirando os tanques. O ponto de verificação soviético tinha comunicação direta para o General Anatoly Gribkov, no Alto Comando do Exército soviético, que, por sua vez, estava no telefone com Khrushchev. O ponto de verificação dos EUA tinha um oficial da Polícia Militar no telefone para a sede da Missão Militar dos EUA em Berlim, que por sua vez estava em comunicação com a Casa Branca. Kennedy oferecia uma possibilidade de solução sobre Berlim no futuro, em troca de os soviéticos retirarem seus tanques primeiro. Os soviéticos concordaram. Na realidade, Kennedy foi pragmático sobre o muro: "Ele não é uma solução muito boa, mas um muro é muito melhor do que o inferno de uma guerra."
Um tanque soviético se moveu cerca de 5 metros para trás primeiro, depois um tanque estadunidense seguiu o exemplo. Um por um, os tanques se retiraram. Mas o General Bruce C. Clarke, que depois seria o Comandante-em-chefe do Exército dos EUA na Europa (USAREUR), disse ter se preocupado com a conduta de Clay sobre os Estados Unidos em maio de 1962: para ele, a firmeza de Clay teve um grande efeito sobre a população alemã, liderada pelo prefeito de Berlim Ocidental, Willy Brandt e pelo Chanceler da Alemanha Ocidental Konrad Adenauer.